# Rosegrove
Rosegrove — перший сингл шведського репкор-гурту Clawfinger, виданий 1992 року під лейблом MVG Records. До пісні «Rosegrove» було представлене концертне відео з виступу гурту 2003 року.

## Трек-лист
1. Rosegrove 3:59
2. Stars & Stripes 3:50

## ВерсіяСектора Газа
Грязная кровь - кавер-версія пісні «Rosegrove», перероблена російським гуртом Сектор газа.
Приспів
«Кровь, кровь, моя грязная кровь!..
Напившись крови моей, дохнет комар.
Грязная кровь. Откуда чистой ей быть -
Ведь сорок лет я каждый вечер в угар.»